# Sant Joan de Caselles

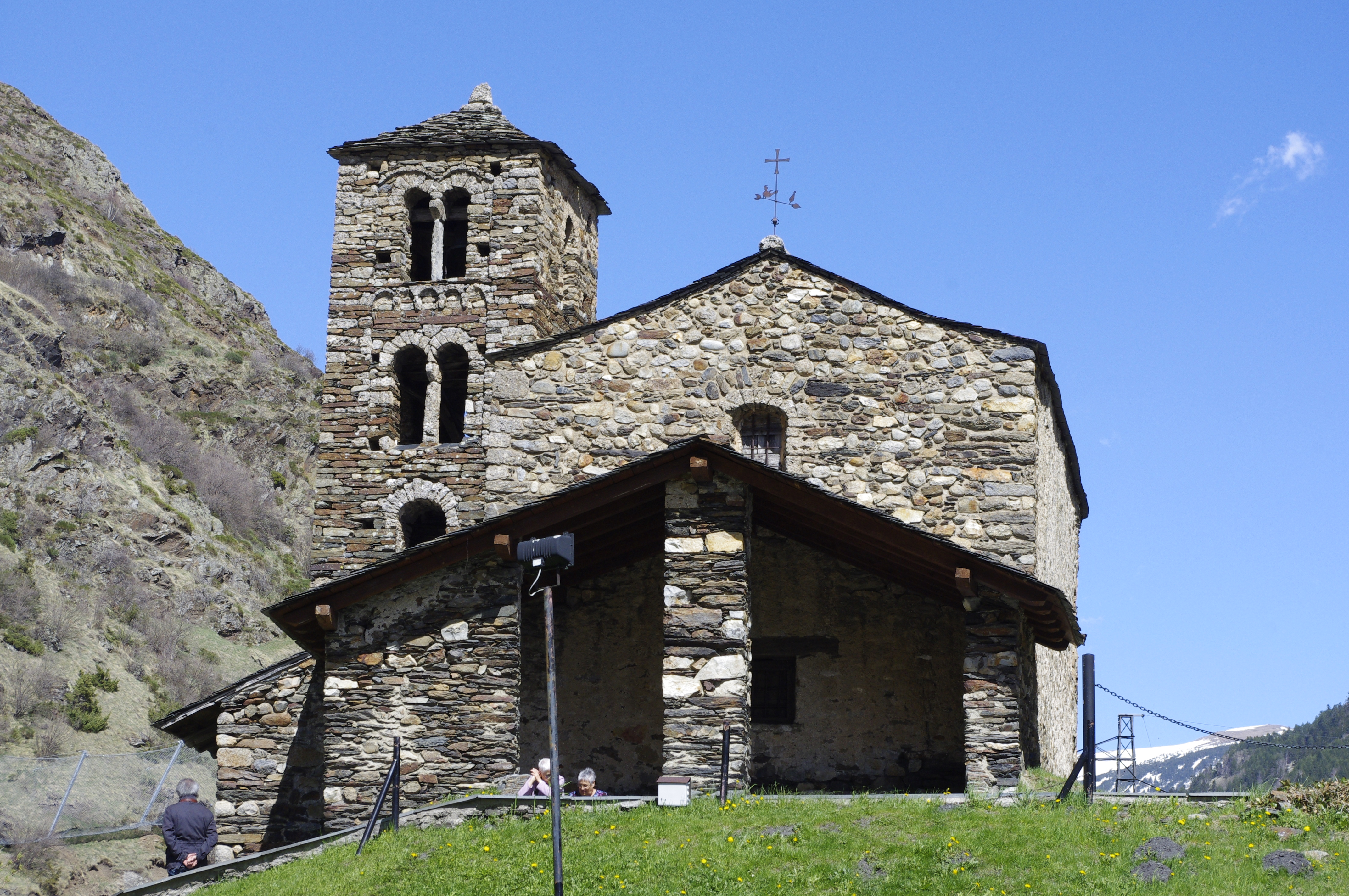
Sant Joan de Caselles

Sant Joan de Caselles ist eine romanische Kapelle im Dorf Canillo in Andorra.
Aufgrund des Gesetzes von 2003 hat sie den Status eines Kulturdenkmals.
Der Kirchturm ist im lombardischen Stil. Im Innern befindet sich eine originale Wandmalerei aus der Mitte des 12. Jahrhunderts, in deren Zentrum eine Majestas Domini aus Stuck thront.
Der Altar hat einen Aufsatz zu Ehren des Evangelisten Johannes aus der ersten Hälfte des 16. Jahrhunderts, ein Werk der Meister Miquel Ramells und Gui Borgonyó.

Grundriss der Kirche
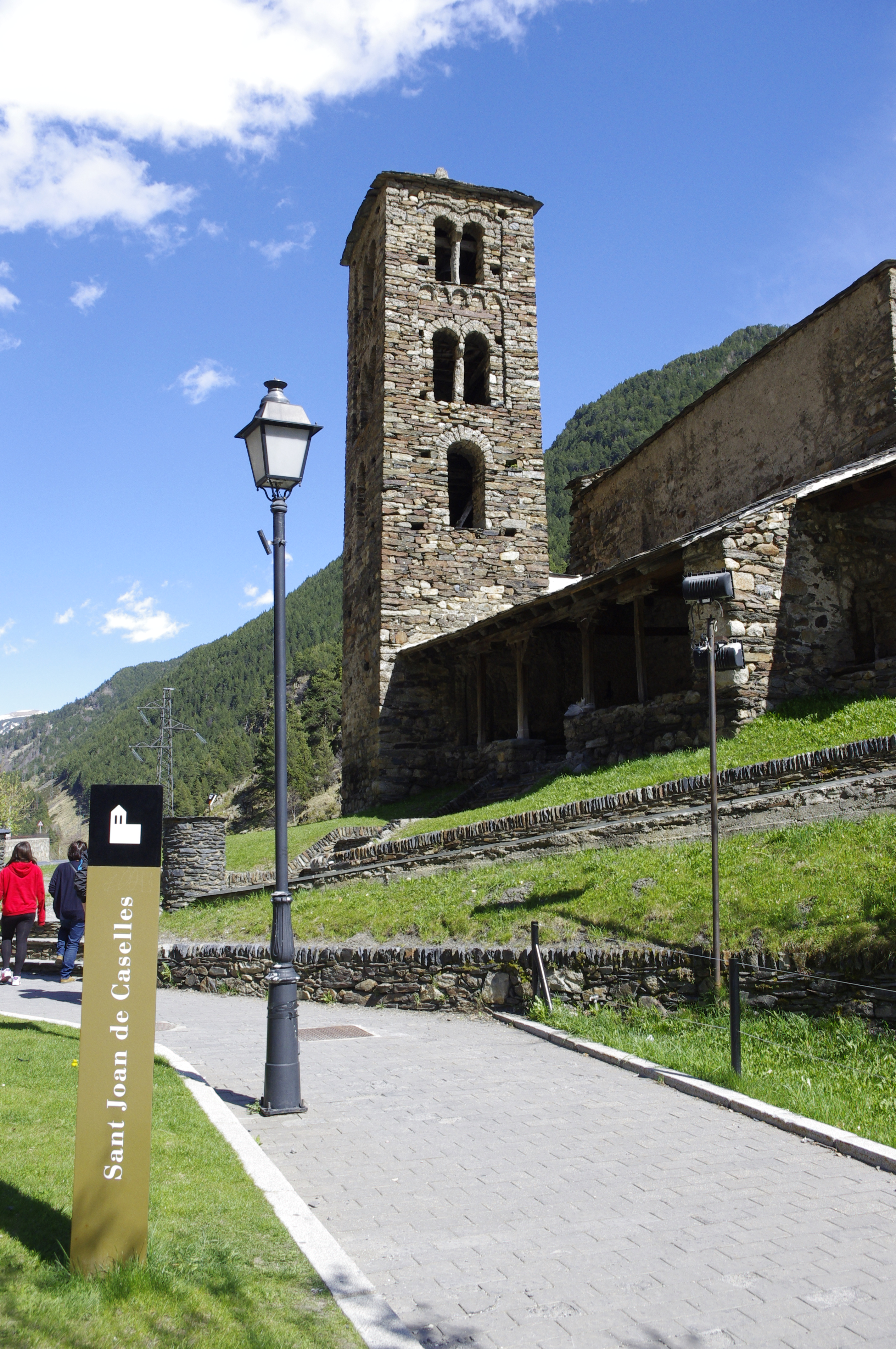
Der romanische Kirchturm
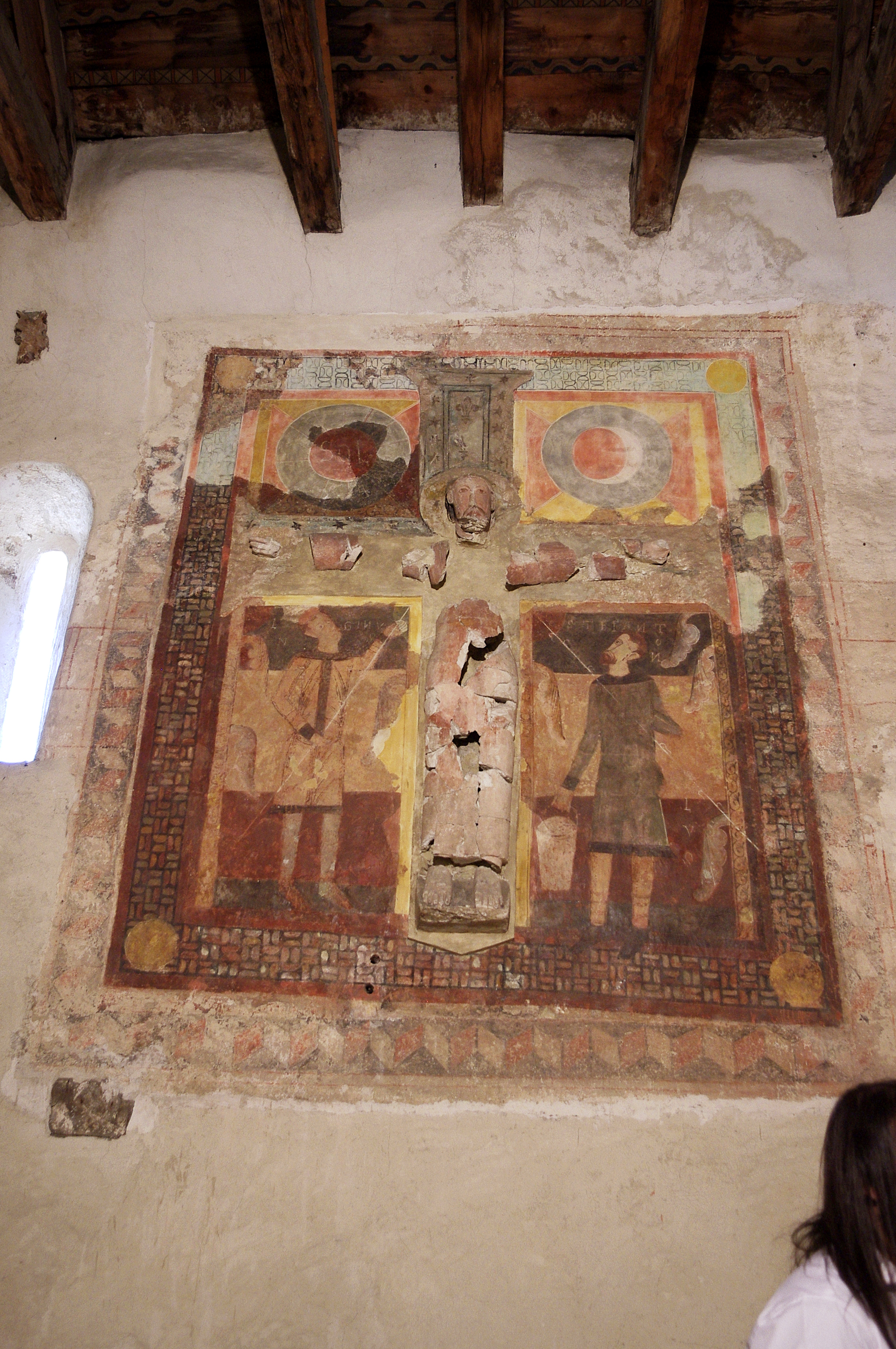
Christusskulptur und Wandmalerei, XII. Jh.
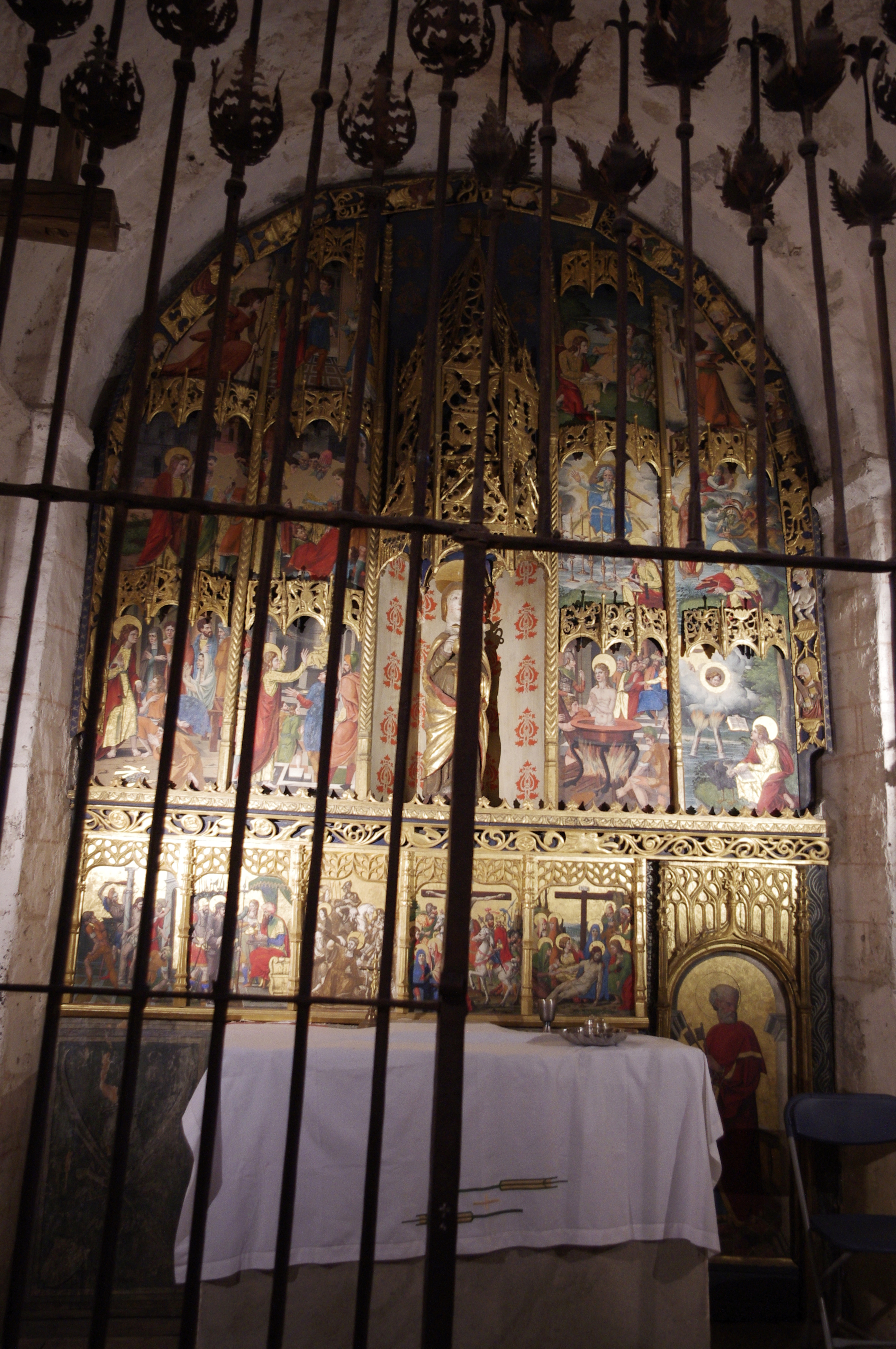
Der Altar, XVI. Jh.